# Sonlez
Sonlez (en luxemburguès:  Soller; en alemany: Soller) és una vila de la comuna de Winseler, situada al districte de Diekirch del cantó de Wiltz. Està a uns 45 km de distància de la ciutat de Luxemburg.

## Història
Sonlez junt amb Doncols, és un dels dos pobles valons que es van quedar en el Gran Ducat durant la formació de la Província de Luxemburg|província belga de Luxemburg el 1839.

## Geografia
Es troba al llarg de la frontera belga, entre Tarchamps al sud-oest, Doncols al nord-est i Berlé al sud.